# جوستين مور
جوستين مور (بالإنجليزية: Justin Moore)‏ (13 يونيو 1983 بديكاتور في الولايات المتحدة - ) هو لاعب كرة قدم أمريكي في مركز الدفاع. لعب مع نادي دالاس وAugusta FireBall ‏ وأتلانتا سيلفرباكس وAtlanta Blackhawks ‏.

## وصلات خارجية
- جوستين مور على موقع الدوري الأمريكي (الإنجليزية)
- جوستين مور على موقع قاعدة بيانات كرة القدم.إي يو (الإنجليزية)